# Waterstofbromaat
Waterstofbromaat of broomzuur is een sterk anorganisch oxozuur met als brutoformule HBrO3. Het behoort tot de groep der halogeenzuurstofzuren. Door de grote instabiliteit komt het enkel voor in een kleurloze waterige oplossing. Het is een sterke oxidator. Zouten van waterstofbromaat worden bromaten genoemd.

## Synthese
Waterstofbromaat kan worden bereid uit een metathesereactie van bariumbromaat en zwavelzuur:
{\displaystyle {\ce {Ba(BrO3)2 + H2SO4 -> BaSO4 + 2 HBrO3}}}